# Rick May
Rick May (21 de septiembre de 1940 - 8 de abril de 2020) fue un actor de doblaje y teatro estadounidense, director y maestro de Seattle, Washington. Puso la voz en inglés a Peppy Hare en Star Fox 64 y a Soldier en Team Fortress 2, entre otros videojuegos.

## Primeros años
May nació el 21 de septiembre de 1940. Fue criado en Washington y Canadá.

## Carrera
Sirvió en el ejército de los EE. UU. y estuvo destinado en Japón, donde coordinó espectáculos de la USO en Tokio. May regresó a Seattle para servir como director del Renton Civic Theatre y Civic Light Opera en Renton, Washington. En una producción de Cotton Patch Gospel en Renton, interpretó 21 papeles con una variedad de voces. Se retiró del Renton Civic Theatre en 2001 para comenzar su propia compañía teatral en Kirkland, Washington y convertirse en actor a tiempo completo.
Comenzó a actuar en videojuegos a finales de la década de 1990, incluyendo papeles como Peppy Hare y Andross en Star Fox 64; varios personajes de campaña, incluido Genghis Khan, en Age of Empires II; y el Soldier en Team Fortress 2.
Desde 1998 hasta 2019, interpretó al inspector Lestrade en la serie de radio The Imagination Theatre The Later Adventures of Sherlock Holmes. También interpretó a Lestrade en la serie de radio relacionada The Classic Adventures of Sherlock Holmes y desempeñó varios papeles en otros dramas de radio del Imagination Theatre.

## Roles
May actuó en numerosos papeles a lo largo de su carrera teatral, incluyendo:
- Bruto (en Julius Caesar)
- Benjamin Franklin (en 1776)
- Tevye (en Fiddler on the Roof )
- Willy Loman (en Death of a Salesman)
- Alfred Doolittle (en Pygmalion)
- Theodore Roosevelt (en Bully!)
- Rey Enrique II (en The Lion in Winter)
- Capitán Garfio (en Child in the Night, película de televisión)
- Inspector Lestrade (en radio en The Further Adventures of Sherlock Holmes)

Sus voces en off incluyen:
- Peppy Hare y Andross - Star Fox 64
- Dr. M - Sly 3: Honor entre ladrones
- The Soldier - Team Fortress 2
- Genghis Khan - Age of Empires II
- Dadfish y Marty Sardini en Freddi Fish 5: The Case of the Creature of Coral Cove.
- Wingnut en Pajama Sam 2: Thunder and Lightning Aren't so Frightening.

## Muerte
May sufrió un derrame cerebral en febrero de 2020 y fue trasladado a un hogar de ancianos para rehabilitación. El 8 de abril de 2020, se informó que May había muerto debido a complicaciones relacionadas con el COVID-19 en el Centro Médico Sueco en Seattle.